# Pseudoncholaimus venustus
Pseudoncholaimus venustus is een rondwormensoort uit de familie van de Oncholaimidae. De wetenschappelijke naam van de soort is voor het eerst geldig gepubliceerd in 1972 door Belogurov, Belogurova & Leonova.